# الیز نئال
الیز نئال (انگلیسی: Elise Neal؛ زادهٔ ۱۴ مارس ۱۹۶۶) یک هنرپیشه اهل ایالات متحده آمریکا است.
از فیلم‌ها یا برنامه‌های تلویزیونی که وی در آن نقش داشته است می‌توان به جیغ ۲، پیرانا سه‌بعدی‌دی، لوگان، دختران تراژدی، در اعماق دریا و آلیا: شاهدخت آر اند بی اشاره کرد.